# سیزده یار اوشن
سیزده یار اوشن (به انگلیسی: Ocean's Thirteen) فیلمی به کارگردانی استیون سودربرگ محصول سال ۲۰۰۷ آمریکا است این فیلم سومین و آخرین فیلم از سری فیلم‌های اوشن است که از بازیگران اصلی آن می‌توان به جرج کلونی، برد پیت، مت دیمون، اندی گارسیا، الن بارکین، آل پاچینو، برنی مک، دان چیدل، کیسی افلک، ونسان کسل، اسکات کان و الیوت گولد اشاره کرد.

## داستان
روبن یکی از یاران اوشن است که می‌خواهد بزرگترین کازینو لاس وگاس را تأسیس کند ولی باید با شخصی خودخواه به نام ویلی بنکس شریک شود. ویلی بنکس با کلاهبرداری تمام کازینو را به اختیار خود درمی‌آورد و در این حین روبن دچار سکته قلبی شده و خانه‌نشین می‌شود. ۱۳ یار اوشن دور هم جمع می‌شوند تا کازینو را از چنگ ویلی بنکس درآورند…

## بازیگران
- جرج کلونی... دنی اوشن
- برد پیت... راستی رایان
- مت دیمون.... لینوس کلدوی
- اندی گارسیا.... تری بندیکت
- برنی مک.... فرانک کاتون
- آل پاچینو... ویلی بنکس